# 플라스코 빌딩

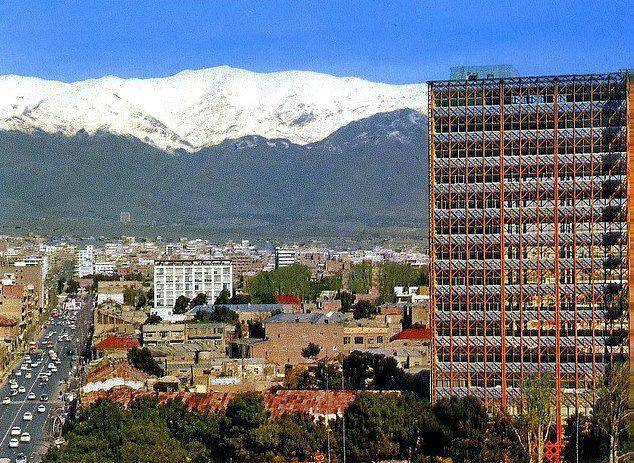
1960년대 당시의 플라스코 타워 전경. 이 빌딩이 이란에서 역사상 당대 높은 대형 건축물로 소개되기도 하였던 것이기도 함.

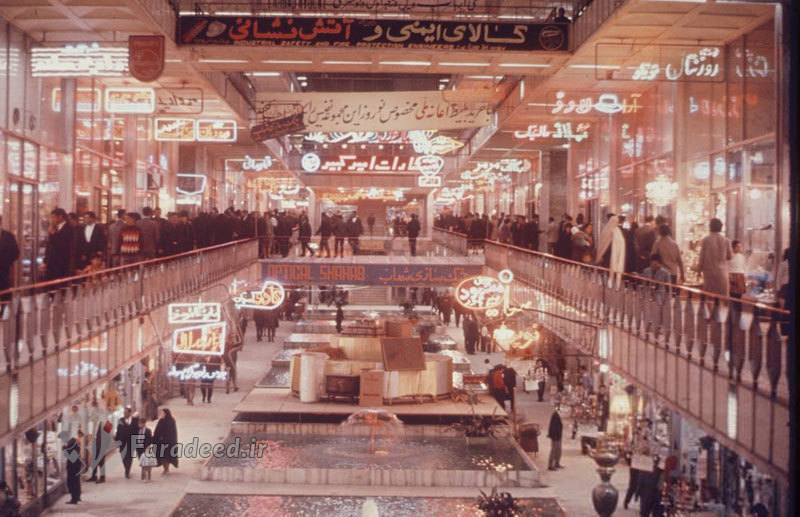
1970년대 당시 플라스코 빌딩 내부의 모습. 이란 혁명이 일어나기 전까지만 하여도 아담하게 꾸며져 있는 특이한 모습을 가지고 있다.

플라스코 빌딩(페르시아어: ساختمان پلاسکو)은 1962년에 완공된 이란 테헤란의 의류 복합 상가이다. 2017년에 발생한 화재로 붕괴되었다.

## 붕괴

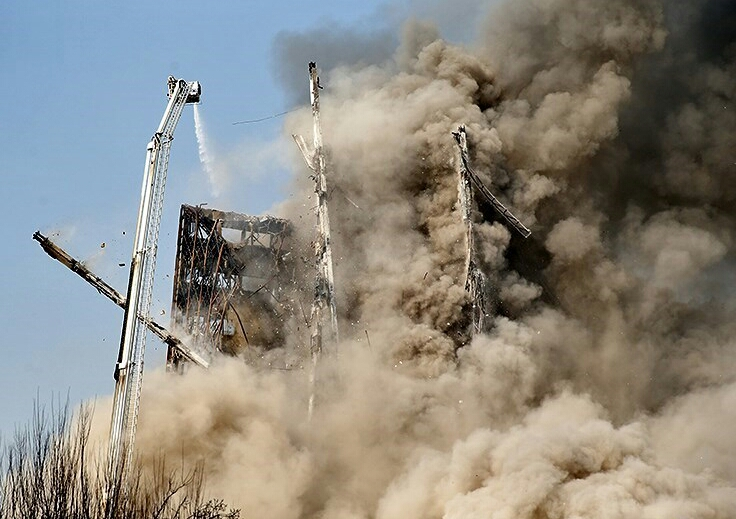
붕괴되는 건물

이란 현지 시간으로 2017년 1월 19일 오전 7시 50분에 9층에서 화재가 시작되었다. 건물은 북쪽 벽부터 붕괴되었으며, 수분 뒤 완전히 붕괴되었다. 건물 붕괴의 전조증상이 없어 30명의 소방관이 순직하고 60명이 부상당했으며, 소방관 100여명이 건물 안에 갇혔을 가능성이 있다.
1월 26일 기준 테헤란 응급구조대의 발표에서, 사망자 23명, 부상자 230명, 실종자 4명으로 집계되었다.

## 특징
이란 혁명 이전이던 1978년 이전까지만 하여도, 이란 최대의 번화가로 알려져 왔으나, 한국으로 치면 동대문이나 세운상가를 능가하게 되어 있는 수치로 보이게 되며, 해당 빌딩은 이란 혁명 이후에도 이슬람 복장 전용 판매장이 새롭게 생긴 것으로 드러나고 있다. 해당 건물은 지은 지 55년이나 되는 낡고 오래된 건축물로 취급하였으며 50여년 전에는 이란에서 가장 높은 마천루이자 랜드마크였던 것으로 드러나고 있다.

## 같이 보기
- 테헤란의 마천루 목록
- 그렌펠 타워 화재
- 삼풍백화점 붕괴 사고
- 우신골든스위트 화재